# 尤拉 (北卡羅萊納州)
尤拉（英語：Ulah）是位於美國北卡羅萊納州蘭道夫縣的非建制地區。

## 歷史
尤拉的郵局於1889年設立，其後於1953年停運。

## 地理
尤拉所處的海拔為高於海平面253米（即830英呎），而該地所採用的時區為UTC-5，即北美东部时区（EST）。同時該地設有夏令時間，為UTC-5調快一小時，即UTC-4（EDT）。